# 1801 California Street
1801 California Street (známý též jako Qwest Tower) je mrakodrap v Denveru ve státě Colorado. S 53 patry a výškou 216 m je druhou nejvyšší budovou ve státě. Byl navržen firmou Metz, Train & Youngren a dokončen v roce 1982. Po jeho dokončení se stal nejvyšší budovou státu, ale v roce 1984 jej překonal mrakodrap Republic Plaza. Budova stojí v ulici California Street. Většinu prostor zabírají kanceláře. V současnosti má v budově sídlo firma Qwest, která se sem přestěhovala z nedaleko stojící budovy 555 17th Street.